# Subprefectura de Ōshima (Tokio)
La Subprefectura de Ōshima (大島支庁 Ōshima-shichō?) es una subdivisión administrativa de la prefectura de Tokio en Japón. Administrado por la Oficina de Asuntos Generales del Gobierno Metropolitano de Tokio. Localizada al norte de las islas Izu.

## Composición
Pueblos
- Ōshima (abarca la isla Ōshima)

Villas
- Toshima (abarca la isla Toshima)
- Niijima (abarca las islas Niijima y Shikinejima)
- Kōzushima (abarca las islas Kōzushima y Zenisu)

- Datos: Q1074473